# Mistrzostwa Świata w Snowboardzie 2005
Mistrzostwa Świata w Snowboardzie 2005 były to szóste mistrzostwa świata w snowboardzie. Odbyły się w kanadyjskim Whistler w dniach 16-22 stycznia 2005 r. Rozegrano 5 konkurencji męskich i 4 kobiece. 
Reprezentanci Polski startowali bez sukcesów. Jagna Marczułajtis zajęła 13. miejsce Małgorzata Kukucz 25., Blanka Isielonis 27., a Dorota Żyła 44. miejsce w slalomie równoległym, Paulina Ligocka była 18. w halfpipe'ie. Mateusz Ligocki zajął 20. miejsce w snowcrossie, 47. miejsce w gigancie równoległym, 33. miejsce w halfpipe'ie i 23. miejsce w Big Air. Michał Ligocki był 39 halfpipe'ie i 25 w Big Air. Marek Sąsiadek był 34 w halfpipe'ie.

## Wyniki

### Mężczyźni
| Konkurencja                 | Data        | Złoto              | Czas/Pkt           | Srebro           | Czas/Pkt        | Brąz              | Czas/Pkt          |
| Snowcross szczegóły         | 16 stycznia | Seth Wescott       | Seth Wescott       | François Boivin  | François Boivin | Jayson Hale       | Jayson Hale       |
| Gigant Równoległy szczegóły | 18 stycznia | Jasey-Jay Anderson | Jasey-Jay Anderson | Urs Eiselin      | Urs Eiselin     | Nicolas Huet      | Nicolas Huet      |
| Slalom Równoległy szczegóły | 19 stycznia | Jasey-Jay Anderson | Jasey-Jay Anderson | Nicolas Huet     | Nicolas Huet    | Siegfried Grabner | Siegfried Grabner |
| Big Air szczegóły           | 21 stycznia | Antti Autti        | 53,1               | Matevž Petek     | 52,5            | Andreas Jakobsson | 50,5              |
| Half-Pipe szczegóły         | 22 stycznia | Antti Autti        | 47,7               | Justin Lamoureux | 44,6            | Kim Christiansen  | 42,4              |

### Kobiety
| Konkurencja                 | Data        | Złoto              | Czas/Pkt           | Srebro              | Czas/Pkt            | Brąz           | Czas/Pkt       |
| Snowcross szczegóły         | 16 stycznia | Lindsey Jacobellis | Lindsey Jacobellis | Karine Ruby         | Karine Ruby         | Maëlle Ricker  | Maëlle Ricker  |
| Gigant Równoległy szczegóły | 18 stycznia | Manuela Riegler    | Manuela Riegler    | Swietłana Bołdykowa | Swietłana Bołdykowa | Doresia Krings | Doresia Krings |
| Slalom Równoległy szczegóły | 19 stycznia | Daniela Meuli      | Daniela Meuli      | Heidi Neururer      | Heidi Neururer      | Doresia Krings | Doresia Krings |
| Half-Pipe szczegóły         | 22 stycznia | Doriane Vidal      | 45,7               | Manuela Pesko       | 43,4                | Hannah Teter   | 35,8           |

## Klasyfikacja medalowa
| Miejsce | Państwo           |   |   |   | Razem |
| ------- | ----------------- | - | - | - | ----- |
| 1.      | Kanada            | 2 | 2 | 1 | 5     |
| 2.      | Stany Zjednoczone | 2 | 0 | 2 | 4     |
| 3.      | Finlandia         | 2 | 0 | 0 | 2     |
| 4.      | Francja           | 1 | 2 | 1 | 4     |
| 5.      | Szwajcaria        | 1 | 2 | 0 | 3     |
| 6.      | Austria           | 1 | 1 | 3 | 5     |
| 7.      | Rosja             | 0 | 1 | 0 | 2     |
| 7.      | Słowenia          | 0 | 1 | 0 | 1     |
| 9.      | Norwegia          | 0 | 0 | 1 | 1     |
| 9.      | Szwecja           | 0 | 0 | 1 | 1     |